# Legoland California
Legoland California er den tredje Legoland-park der åbnede, og den første Legoland park uden for Europa. Parken ligger i Carlsbad, Californien og åbnede den 20. marts 1999. Den er delt op i ni områder: The Beginning, Dino Island, Explore Village, Fun Town, Knight's Kingdom, Miniland USA, Pirate Shores, Imagination Zone, og Land of Adventures.